# جان بيتيرس
جان بيتيرس (بالهولندية: Jan Pieterse)‏ هو دراج هولندي، ولد في 29 أكتوبر 1942 في Oude-Tonge ‏ في هولندا.

## وصلات خارجية
- جان بيتيرس على موقع أرشيف الدراجات (الإنجليزية)
- جان بيتيرس على موقع إحصائيات الدراجات الإحترافية (الإنجليزية)
- جان بيتيرس على موقع أوليمبيديا (الإنجليزية)